# السید لاشین
السید لاشین (انگلیسی: El-sayed Lashin؛ زادهٔ ۹ فوریهٔ ۱۹۸۰) یک بازیکن تنیس روی میز اهل مصر است. 
وی در مسابقات کشوری و بین‌المللی در مجموع برنده ۲۳ مدال طلا، ۱۷ مدال نقره، ۹ مدال برنز شده‌است.